# 舍夫里-科西尼
舍夫里-科西尼（法語：Chevry-Cossigny，法語發音：[ʃəvʁi kɔsiɲi] ⓘ）是法国塞纳-马恩省的一个市镇，属于托尔西区。该市镇于1810年由原市镇舍夫里（Chevry）和科西尼（Cossigny）合并而成。

## 地理
舍夫里-科西尼（48°43'31"N, 2°39'45"E）面积16.75 平方千米，位于法国法蘭西島大區塞纳-马恩省，该省份为法国北部内陆省份，北起瓦兹省，西接埃松省、马恩河谷省、塞纳-圣但尼省和瓦兹河谷省，南至卢瓦雷省，东南接约讷省，东临马恩省和奥布省，东北接埃纳省。
与舍夫里-科西尼接壤的市镇（或旧市镇、城区）包括：奥祖瓦尔-拉费里耶尔、布里地区普雷勒、布里孔特罗贝尔、费罗勒-阿蒂伊、格雷茨-阿曼维利耶、格里西-叙讷。
舍夫里-科西尼的时区为UTC+01:00、UTC+02:00（夏令时）。

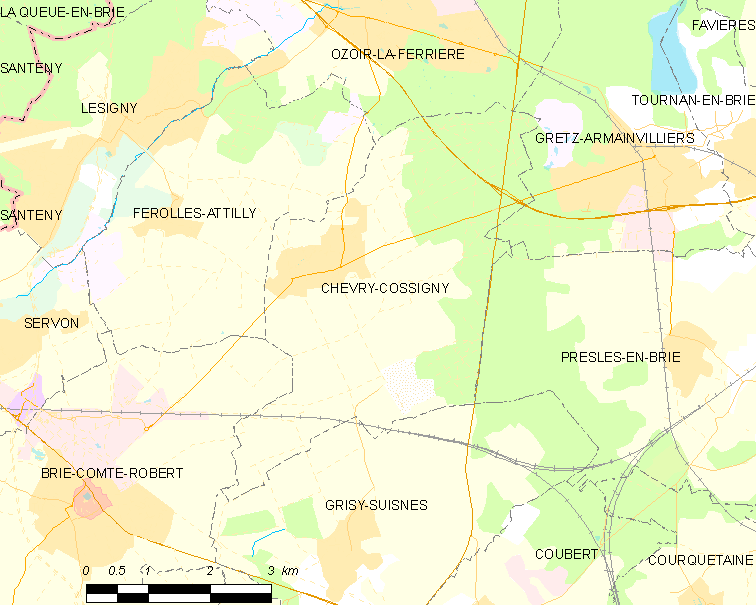
舍夫里-科西尼的OSM定位图

## 行政
舍夫里-科西尼的邮政编码为77173，INSEE市镇编码为77114。

## 政治
舍夫里-科西尼所属的省级选区为奥祖瓦尔-拉费里耶尔县。

## 人口

1962-2008年间舍夫里-科西尼人口变化图示

舍夫里-科西尼于2022年1月1日时的人口数量为4019人。